# Whittier (Carolina del Norte)
Whittier es un pueblo ubicado en el condado de Swain  y condado de Jackson en el estado estadounidense de Carolina del Norte.

## Geografía
Whittier se encuentra ubicada en las coordenadas 35°26′06″N 83°21′37″O / 35.43500, -83.36028.